# Franciszek Rychłowski (1878–1949)
Franciszek Rychłowski (ur. 20 września 1878 w Łapiguzie, zm. 12 grudnia 1949 w Gdyni) – polski aktor i reżyser teatralny, dyrektor teatrów.

## Życiorys
Pochodził z ziemiańskiej rodziny. Początkowo kształcił się w kierunku technicznym, kończąc szkołę w Baku i otrzymując stanowisko zarządcy kopalni nafty. Przeniósł się do Warszawy, gdzie w latach 1901–1903 uczęszczał do Klasy Dramatycznej przy Warszawskim Towarzystwie Muzycznym. Debiutował w 1903 roku w popisie szkolnym. W kolejnych latach występował w Płocku, Włocławku (1903), Lublinie (1903–1904), Poznaniu (1904–1905), Łodzi (1905–1906, 1910–1911), Warszawie (Teatr Mały, 1906–1907) oraz Wilnie (1907–1909). W 1911 roku w Warszawie, w budynku dawnego teatru Nowa Gwiazda otworzył Teatr Zjednoczony, w którym głównym reżyserem był Aleksander Zelwerowicz. Przedsięwzięcie nie miało jednak powodzenia, wskutek czego zespół jako teatr objazdowy opuścił stolice, występując m.in. w Płocku i Radomiu. Rychłowski w 1912 roku zamieszkał w Kijowie, gdzie do 1918 roku kierował polskimi zespołami teatralnymi. Z prowadzonymi przez siebie teatrem występował m.in. w Winnicy, Kamieńcu Podolskim, Odessie, Moskwie oraz Petersburgu. Po wybuchu I wojny światowej udało mu się ściągnąć do Kijowa wielu znanych aktorów, na czele ze Stefanem Jaraczem i Juliuszem Osterwą.
Po odzyskaniu niepodległości przez Polskę powrócił do kraju. W latach 1918–1920 pracował w Łodzi (Teatr Miejski). Następnie przeniósł się do Wilna, gdzie przebywał do 1930 roku (z przerwą w sezonie 1925/1926, gdy pracował w Grodnie). W Wilnie objął dyrekcję tutejszych teatrów, które prowadził wraz z Zbigniewem Śmiałowskim i Henrykiem Cepnikiem. Kierował teatrami: Letnim, na Pohulance, a w latach 1926–1930 - wileńskim zespołem Reduty w Teatrze Lutnia. Następnie występował w Paryżu (1930–1931) z zespołem Towarzystwa Przyjaciół Sztuk. W 1932 roku grał w warszawskim Teatrze Narodowym, natomiast w 1937 roku powrócił do Wilna, gdzie występował aż do końca II wojny światowej na deskach Teatru Letniego.
Po zakończeniu walk grał w Toruniu (1945–1947), Kielcach (1947–1948), a w sezonie 1948–1949 kierował Teatrem im. Juliusza Osterwy w Gorzowie Wielkopolskim. Następnie przeniósł się do gdyńskiego Teatr Wybrzeże, gdzie zmarł nagle na scenie, podczas próby.
Był mężem Haliny Dunin-Rychłowskiej - aktorki i śpiewaczki (ślub w 1910) oraz ojcem Barbary Rychłowskiej-Kulikowskiej - również aktorki. 
Został pochowany w grobowcu rodzinnym na cmentarzu św. Jerzego w Toruniu. 

## Ordery i odznaczenia
- Złoty Krzyż Zasługi (24 lutego 1928)[1]